# Стадион Крањчевићева
Стадион Крањчевићева, од 1921. до 1945. познат као стадион Конкордије, је фудбалски стадион у Загребу, Хрватска. Смештен је у Крањчевићевој улици у Трешњевци. На стадиону тренутно игра ФК Загреб, а пре Другог светског рата на њему је играла ХШК Конкордија.
Изградња стадиона започета је 1910-их година за потребе Конкордије. Изградња игралишта на Тратинском путу (данашњи стадион у Крањчевићевој), тада највећег у Загребу, завршена је 1921.
Стадион има капацитет за 8.850 гледалаца. Иако је на игралишту Конкордије 1931. одиграна прва утакмица под расветом (градска екипа Загреба против Реал Мадрида), гром је 1987. током утакмице Загреба и Осијека погодио рефлекторе, након чега је стадион скоро 20 година био без рефлектора, док 2008. нису постављени нови.